# Бяоці цзянцзюнь
Бяоці цзянцзюнь (кит.: 驃騎將軍; піньїнь: biāoqí jiāngjūn) — вище військове звання в Китаї часів династії Хань. Генерал легкої кавалерії.
Надавалося лише членам імператорської родини.